# Swedish Touring Car Championship 1997
Swedish Touring Car Championship 1997 var den andra säsongen av standardvagnsmästerskapet Swedish Touring Car Championship.

## Säsongen
Säsongen 1997 kom ett av Sveriges dåvarande stora framtidshopp, Mattias Ekström, med i serien. Han hade vunnit tävlingen "Young Driver Of The Year" där förstapriset var en säsong under Picko Trobergs vingar i STCC. Bilen var en potent Volvo 850. Redan vid premiären visade han att han inte hade någon respekt för de stora namnen. Vinst för en debutant är väldigt ovanligt. Vid säsongens slut stod Jan Nilsson åter som segrare med 19-årige Ekström som tvåa.